# Pückler

Stammwappen derer von Pückler

Pückler ist der Name eines alten schlesischen Adelsgeschlechts.
Nach 1690 teilte es sich in zwei Linien auf, als zwei Brüder mit einem Reichsgrafendiplom ausgezeichnet wurden. Die ältere, fränkische Linie konnte 1737 durch Heirat einen Anteil an der reichsunmittelbaren Grafschaft Limpurg erwerben und wurde 1740 in das Fränkische Reichsgrafenkollegium aufgenommen, wodurch sie zur Reichsstandschaft und damit in den regierenden Hochadel aufstieg.
Die jüngere, schlesische Linie konnte nach 1784 durch Heirat die Standesherrschaft Muskau erwerben. Diese war eine „Freie Standesherrschaft“, die keine Reichsstandschaft mit sich brachte.

## Geschichte
Eine belegbare Abstammung gibt es seit dem frühen 13. Jahrhundert. In Schwennickes Europäischen Stammtafeln, Band IV, findet sich der im Jahr 1306 erwähnte Nicolaus Pincerna bereits in Generation V. Die sichere Stammreihe beginnt mit Henricus Pokeler (alias Pincerna = Mundschenk bzw. umgangssprachlich „Schenk“), der am 22. Mai 1365 urkundlich Blumenthal im Fürstentum Neisse erwarb. 1468 wurde Nicolaus I. Pöckeler in böhmischen Urkunden erwähnt; er erwarb 1488 Groditz im Herzogtum Oppeln und gilt als Stammvater des Hauses Pückler, das 1655 reichsfreiherrlich, 1690 gräflich wurde und sich danach in eine ältere, fränkische und eine jüngere, schlesische Linie teilte.
Im Jahre 1533 kam das benachbarte Schedlau in den Besitz des Niklas Pückler von Groditz, 1570 wurde dort ein Schloss errichtet, das nachfolgend mehrfach umgebaut wurde. Der Besitz verblieb bis zum Übergang an Polen 1945 in der Familie. Die Stadt Falkenberg kam ab 1572 zunächst pfandweise an Kaspar von Pückler, der sie 1581 als Eigentum erwarb, wodurch die eigenständige Grundherrschaft Falkenberg entstand. Er brachte die Reformation in die Stadt und ließ das Schloss im Stil der Renaissance umbauen. Falkenberg blieb bis Mitte des 17. Jahrhunderts im Familienbesitz.

### Ältere Fränkische Linie ab 1690 Grafen, 1740 Reichsgrafen
1676 heiratete Karl Franz Pückler, Freiherr von Groditz Anna Cordula Freiin von Kresser, die Erbin von Burgfarrnbach bei Fürth. 1737 heiratete dessen Sohn Christian Wilhelm Karl Gräfin Caroline Christiane von Löwenstein-Wertheim, als Enkelin des letzten Schenken von Limpurg mitregierende Gräfin von Limpurg-Sontheim. Dadurch erlangte er den Anspruch auf einen Anteil an der reichsunmittelbaren Grafschaft Limpurg sowie – solange der Erbgang noch nicht stattgefunden hatte – als Personalist Sitz und Stimme im Fränkischen Reichsgrafenkollegium („introduciret zu Kitzingen 7. Apr. 1740“). Damit waren er und seine legitimen Nachkommen Reichsgrafen.
1787 bekam Christian Wilhelm Karls Sohn Friedrich Philipp Karl nach dem Waldeck-Limpurger Erbstreit mit dem Amt Sontheim-Gaildorf einen weiteren Teil der Grafschaft Limpurg zugeteilt, und zwar halb Gaildorf, Engelhofen, Seifertshofen und weiteren Besitz um Ruppertshofen und Frickenhofen. 1806 wurde die Grafschaft mediatisiert und kam unter bayerische und württembergische Hoheit. Die Grafen von Pückler-Limpurg hatten bis zur Novemberrevolution 1918 wie alle vormals souveränen Häuser als sogenannte Standesherren Sonderrechte und gehörten zum Hochadel. 1871 erwarb Graf Curt von Pückler-Limpurg von der württembergischen Krone das Schloss Obersontheim, das bis 1901 im Familienbesitz blieb.
1950 unterzeichneten Gottfried Wilhelm Maximilian und Adele Louise Mathilde von Pückler und Limpurg die Gründungsurkunde der Graf von Pückler und Limpurg’schen Wohltätigkeitsstiftung. 1957 starb Graf Gottfried, 1963 erlosch mit dem Tod von Graf Siegfried der Gaildorfer Zweig des Grafenhauses Pückler-Limpurg im Mannesstamm.

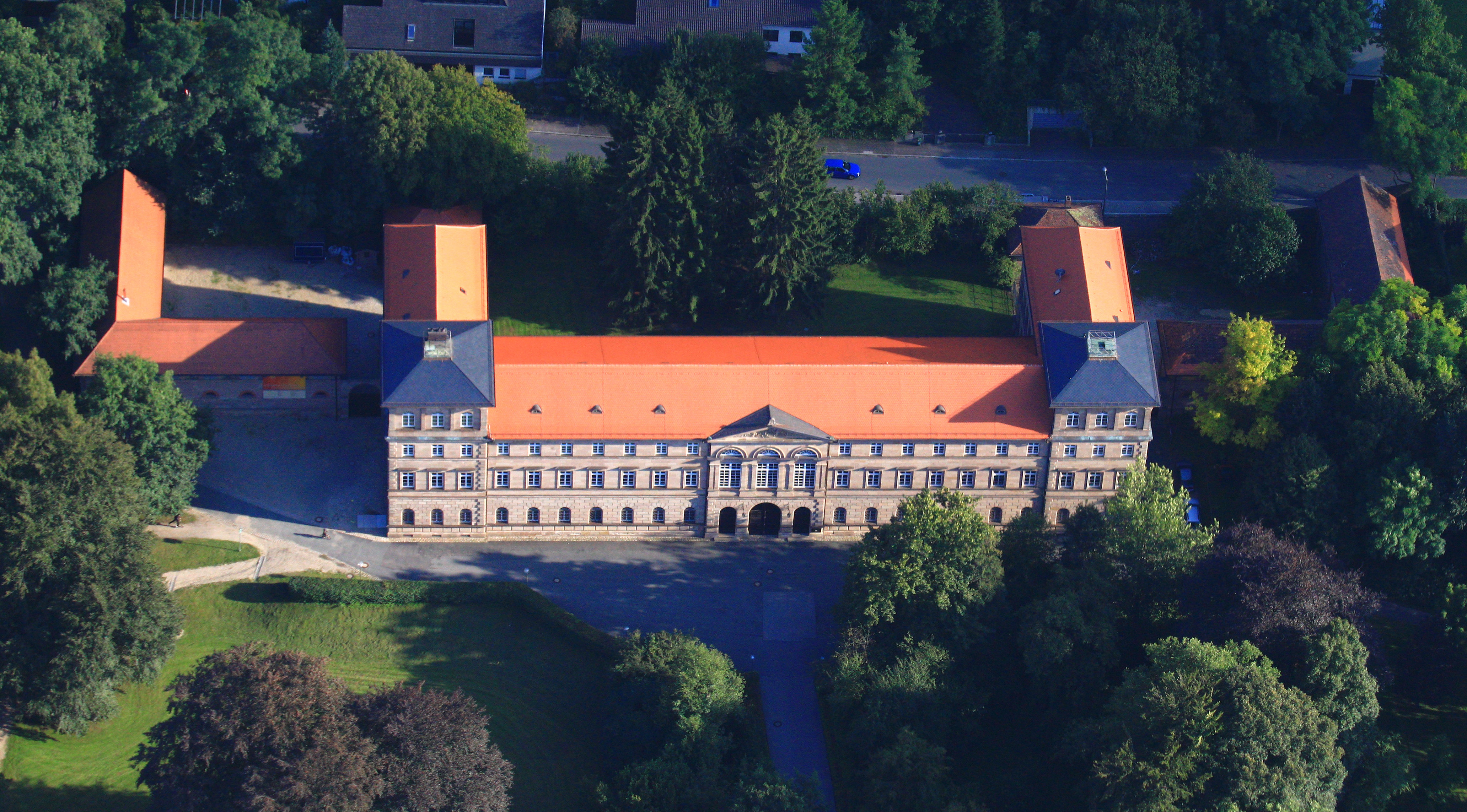
Schloss Burgfarrnbach
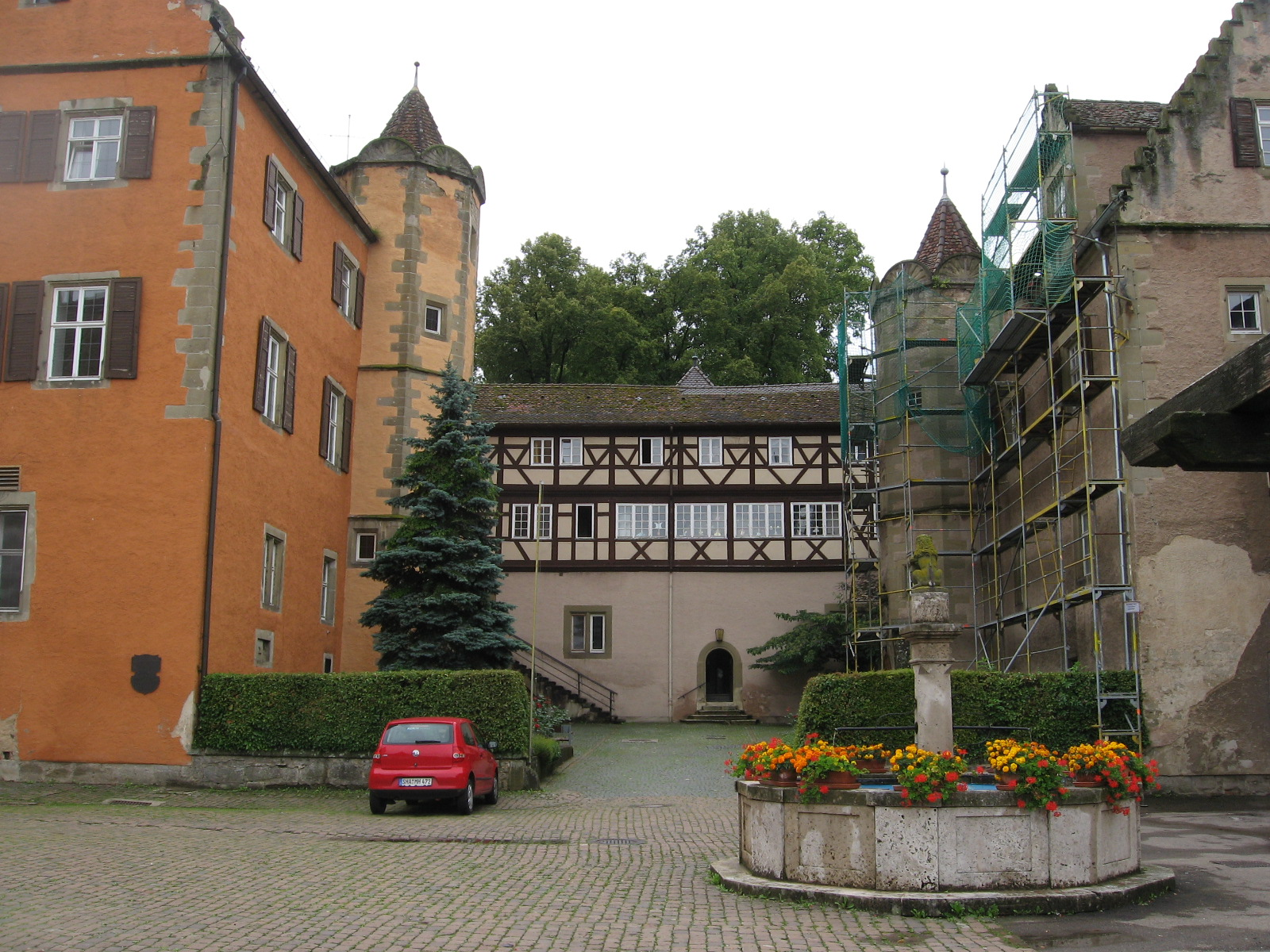
Schloss Obersontheim

### Jüngere Schlesische Linie, ab 1690 Grafen
Die von 1798 bis 1845 im Familienbesitz befindliche Herrschaft Muskau war nicht reichsständisch, sie gehörte zu den „Freien Standesherrschaften“. Graf Hermann von Pückler-Muskau aus dieser schlesischen Linie wurde 1822 in den preußischen Fürstenstand erhoben (Primogenitur), wobei ausdrücklich vermerkt wurde, dass die Freie Standesherrschaft Muskau im Gegensatz zu den Freien Standesherrschaften Oels, Trachenberg, Carolath und Pless nicht zum Fürstentum erhöht wird. Der Fürstenstand erlosch 1871 mit seinem Tod, jedoch erbte sein Cousin Graf Heinrich von Pückler auf Schönfeld Schloss und Park Branitz, die bis 1945 im Familienbesitz blieben. Nach 1990 wurden kleinere Teile des Branitzer Besitzes zurückgekauft.
Als das Geschlecht der Grafen von Burghauß 1885 erlosch, trat Graf Karl von Pückler in das Guts- bzw. Majoratserbe zu Friedland in Oberschlesien ein. Mit Diplom vom 15. Juli 1887 wurde ihm die Namens- und Wappenvereinigung mit denen der Grafen von Burghauß genehmigt, geknüpft an den Besitz des Fideikommisses Friedland.
1885 kam es zur Namens- und Wappenvereinigung mit den Grafen von Blankensee für Graf Friedrich von Pückler (1852–1910). 1901 erfolgte eine Namensänderung für denselben in Graf von Pückler und Blankensee, erblich gebunden an den Besitz des vormals Blankensee’schen Fideikommisses Wugarten (heute Ogardy).
1909 kam Schloss Domanze an die Pückler.

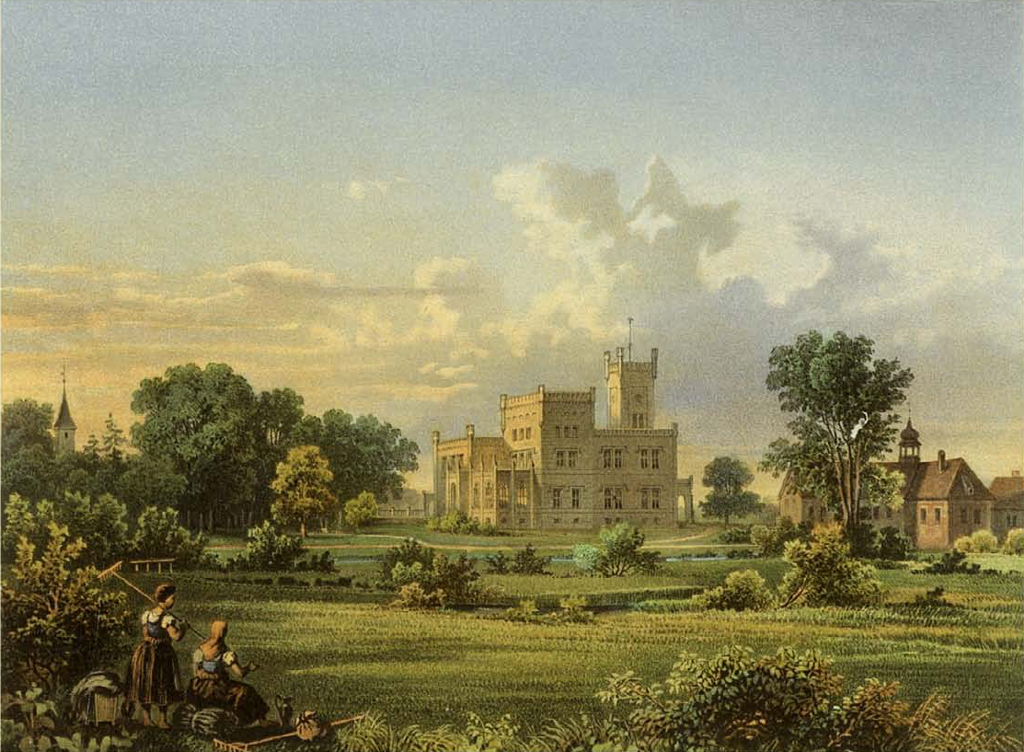
Schloss Schedlau
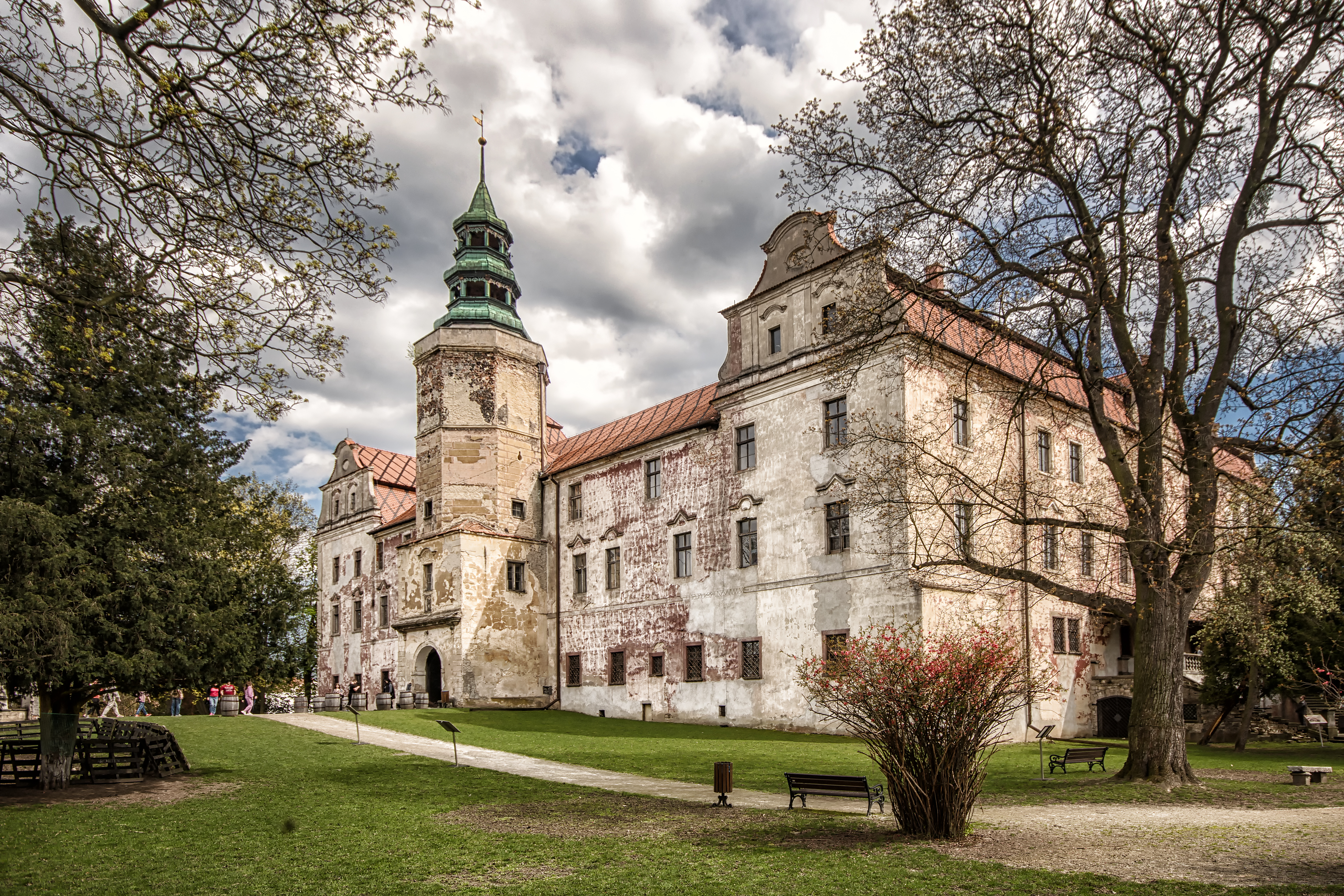
Schloss Falkenberg
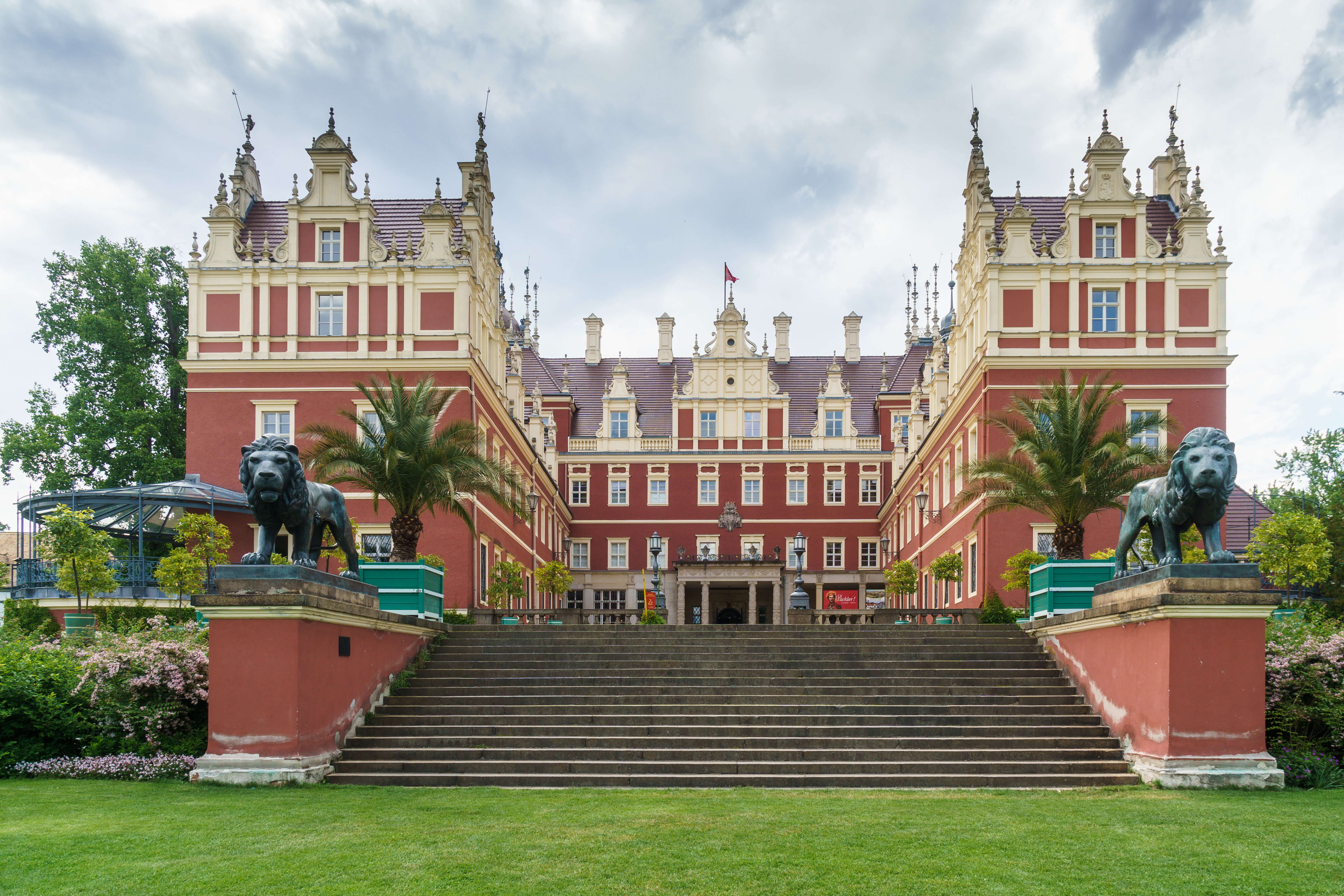
Schloss Muskau
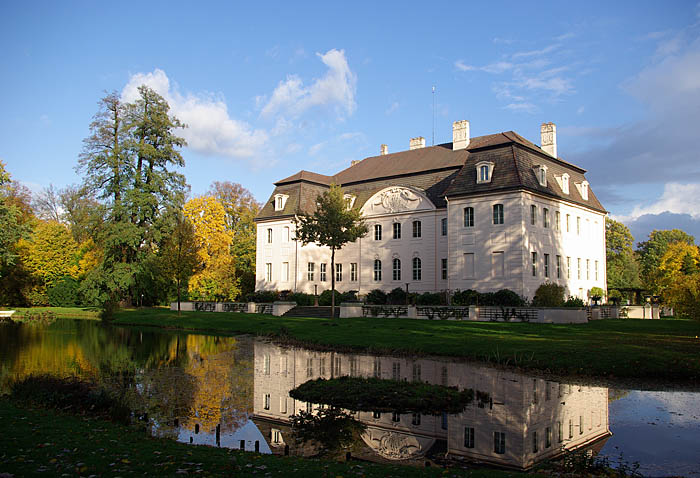
Schloss Branitz
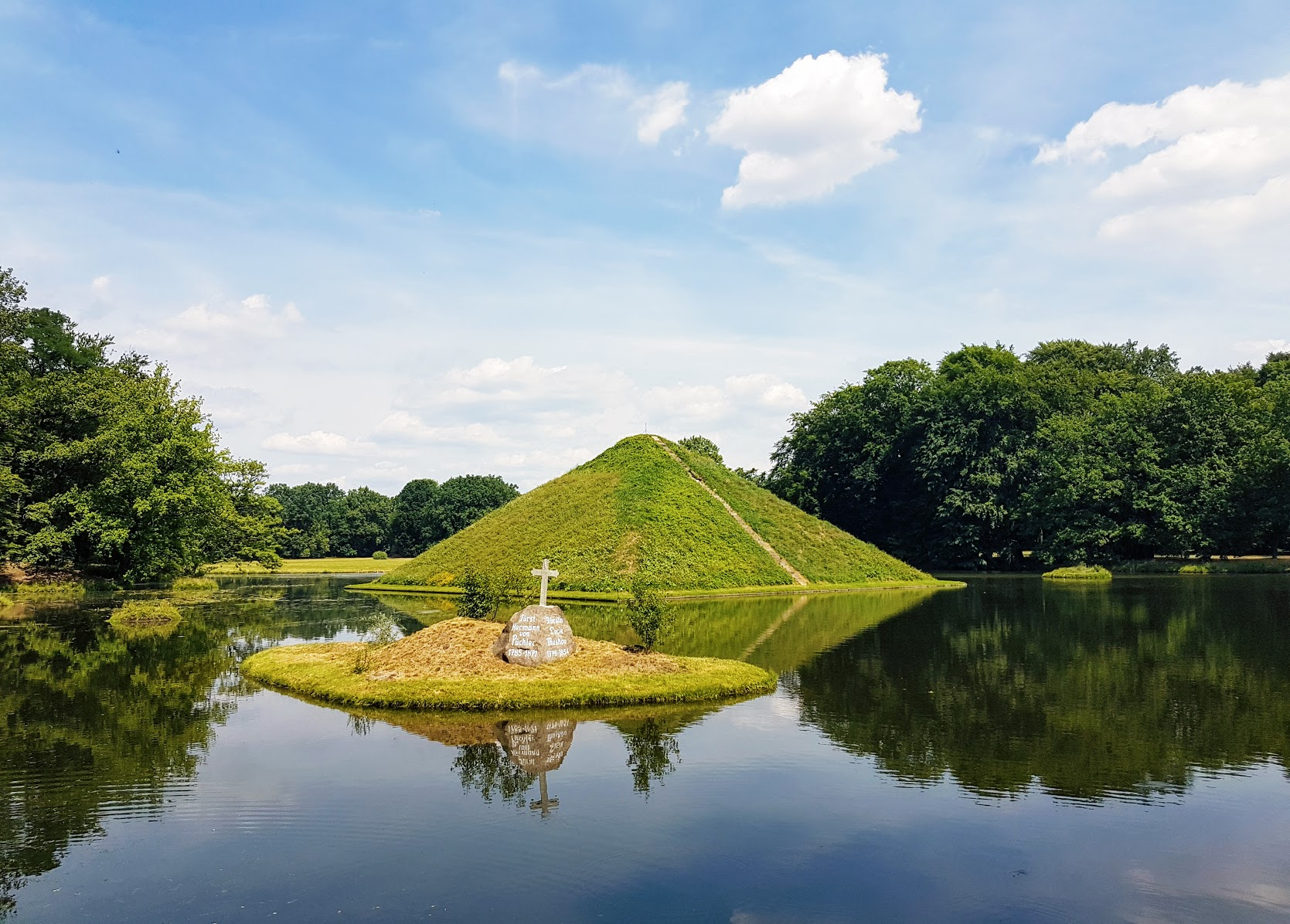
Grabpyramide des Fürsten Hermann von Pückler-Muskau im Branitzer Park
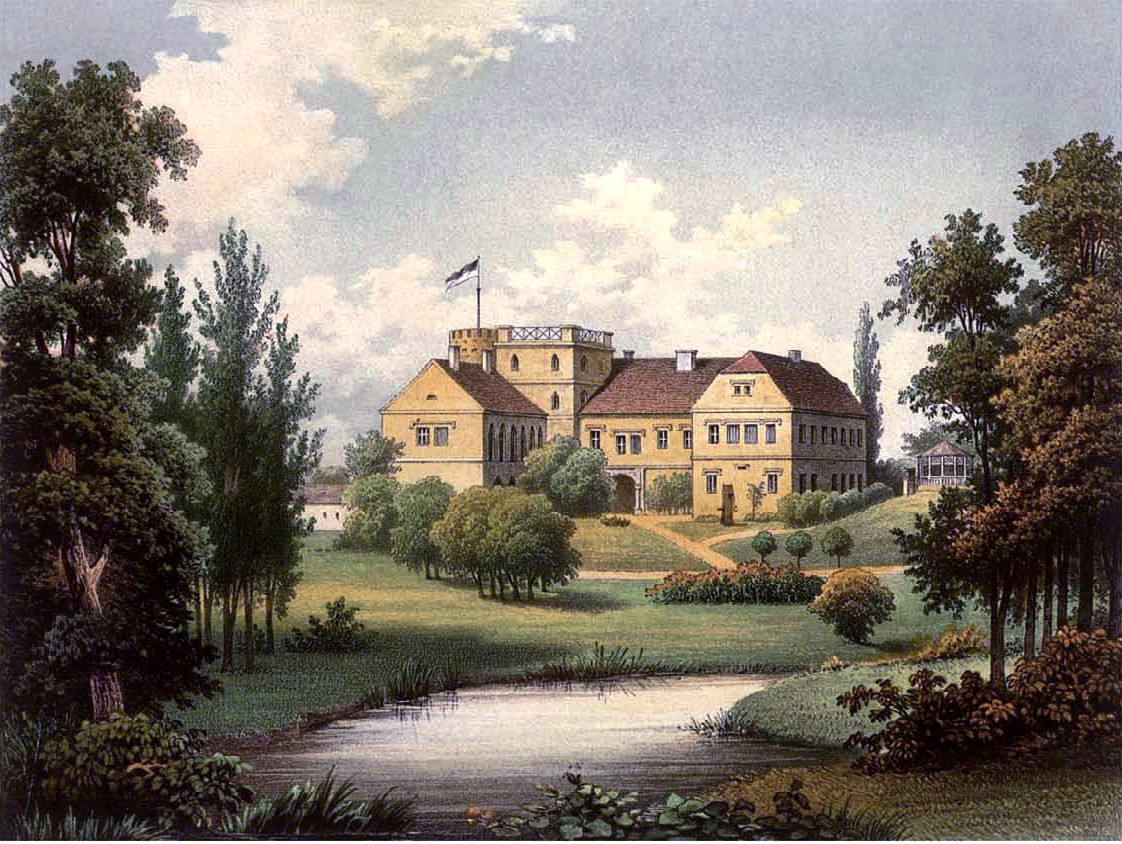
Schloss Friedland

## Wappen
Das Stammwappen zeigt in Gold den Kopf und Hals eines schwarzen Adlers; auf dem Helm mit schwarz-goldenen Decken ein wachsender schwarzer Adler mit offenem Flug. Nach Johann Siebmacher zeigt das Schildbild alten Siegeln zufolge einen Greifenkopf, keinen Adlerkopf.
Das „gebesserte“ Grafenwappen von 1690 ist geviert und belegt mit einem goldenen Herzschild, darin ein gekrönter schwarzer Adler; 1 und 4 enthalten in Gold einen schwarzen Adlerflügel, 2 und 3 den Kopf und Hals eines einwärts gekehrten gekrönten schwarzen Adlers. Auf dem Schild 3 Helme mit schwarz-goldenen Decken, auf dem rechten und linken je 3 (schwarz-gold-schwarz) Straußenfedern, auf dem mittleren ein gekrönter schwarzer Adler.

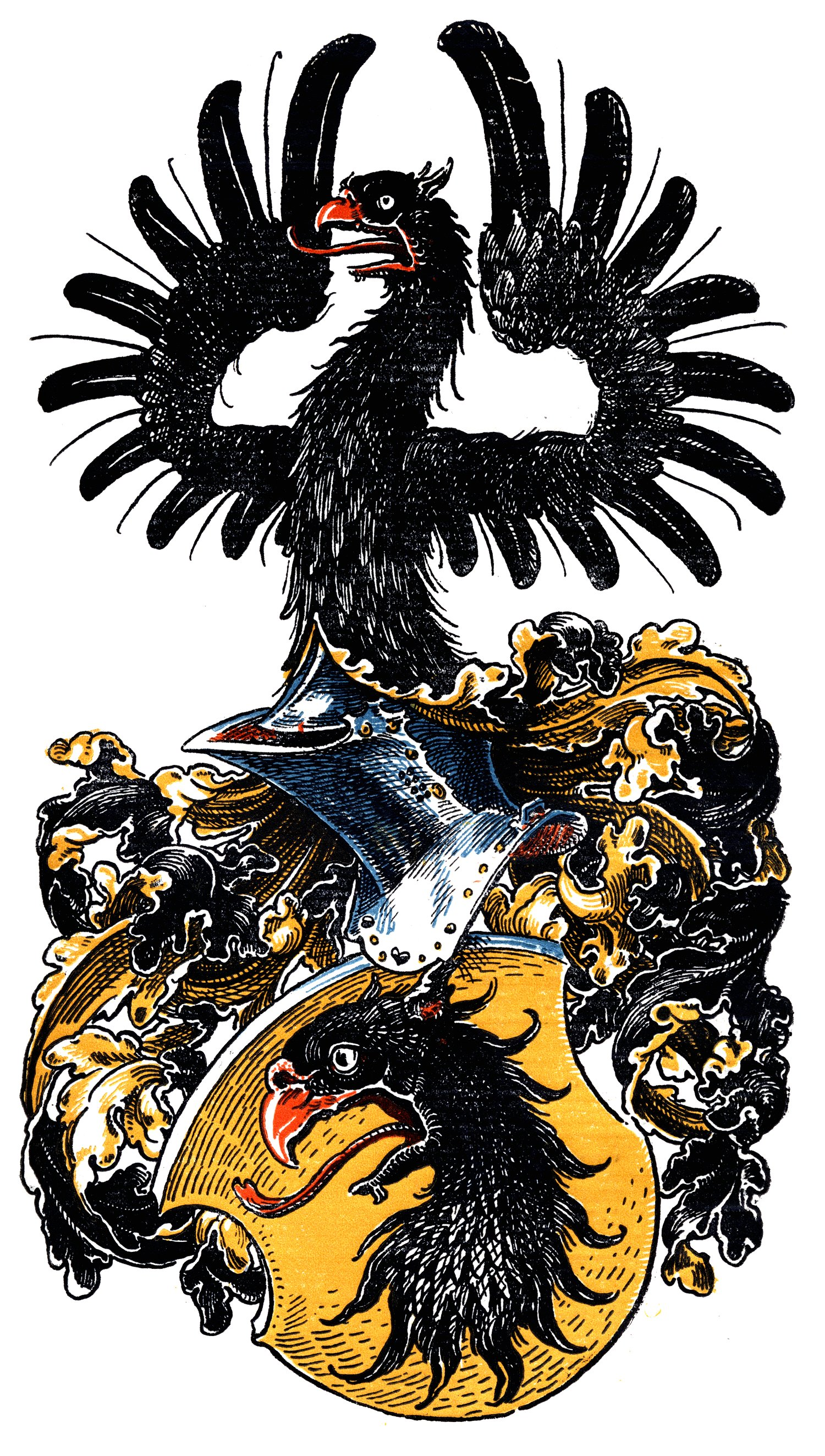
Stammwappen nach Otto Hupp, 1898
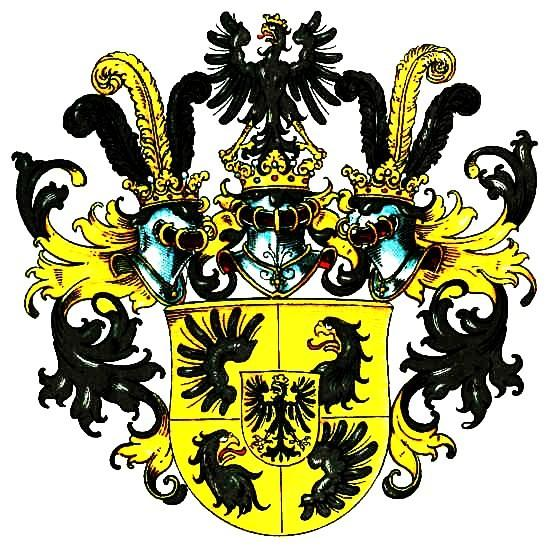
Wappen der Grafen von Pückler (1690)
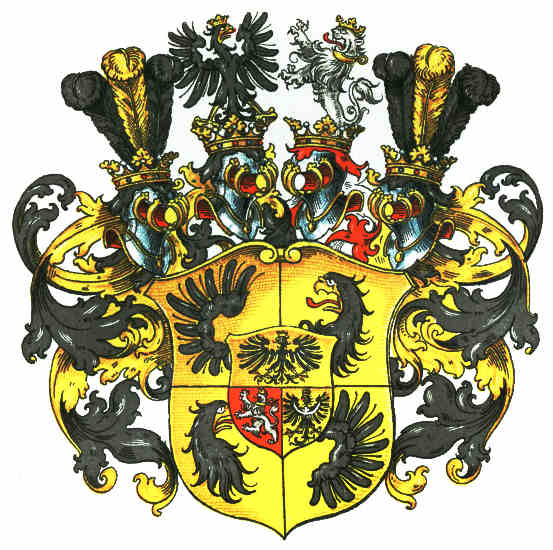
Wappen der Grafen von Pückler-Burghauß
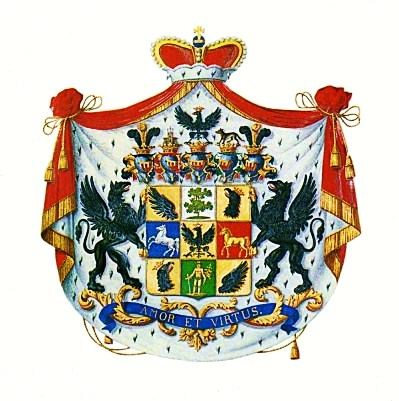
Wappen des Fürsten Hermann von Pückler-Muskau (* 1785; † 1871)

## Bekannte Namensträger (chronologisch)
- Franz Ludwig von Pückler (1748–1810), k.k Generalmajor, Kommandant von Carlsburg in Siebenbürgen

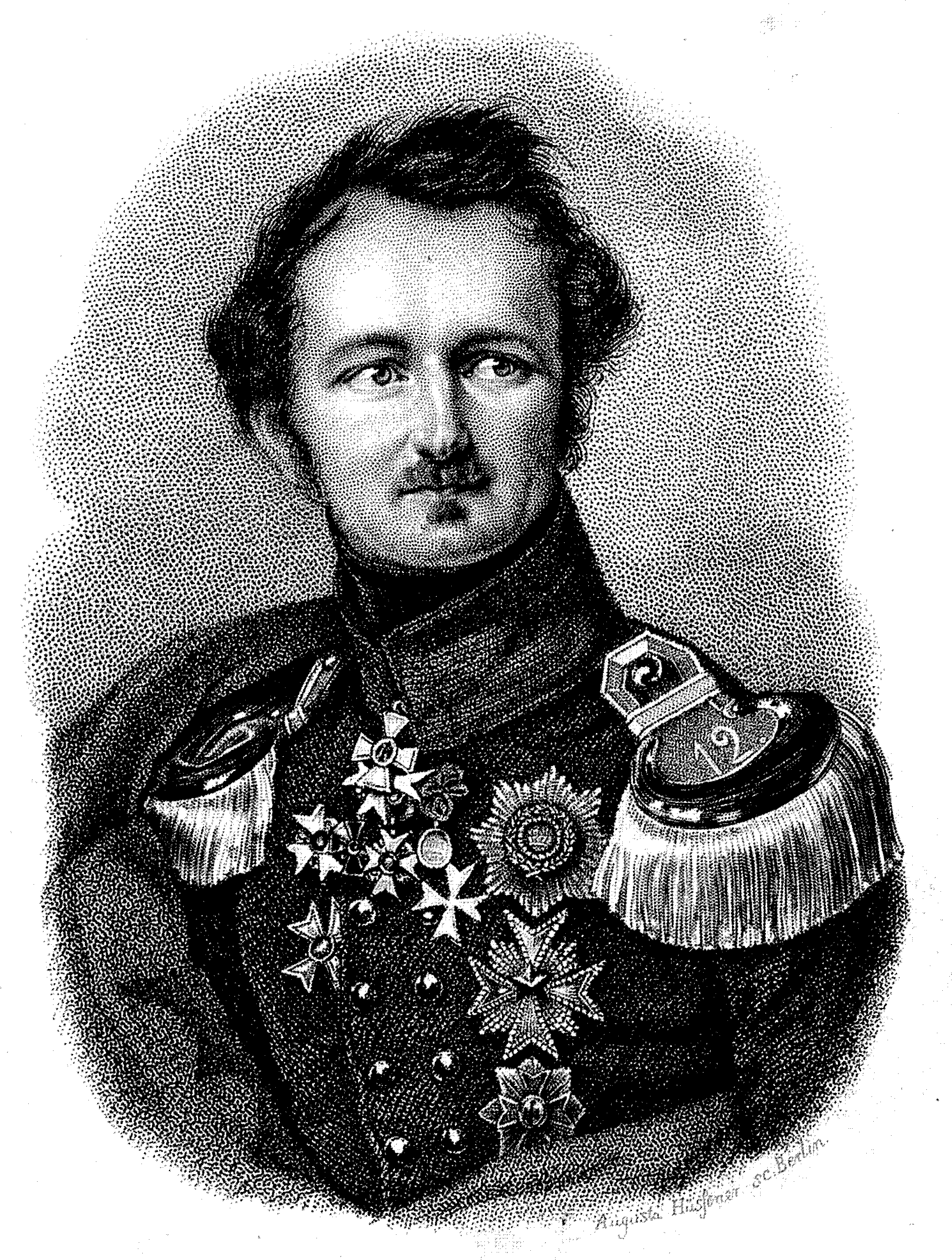
Fürst Hermann von Pückler-Muskau (1785–1871)

- Fürst Hermann von Pückler-Muskau (1785–1871), deutscher Standesherr, Orient-Reisender, Landschaftskünstler und Schriftsteller
- Friedrich Graf von Pückler (1786–1856), preußischer Generalleutnant
- Wilhelm Graf von Pückler-Groditz (1790–1859), preußischer Generalleutnant
- Erdmann III Graf von Pückler auf Schedlau (1792–1869), preußischer Beamter, Landwirtschaftsminister und Politiker, Mitglied des Preußischen Herrenhauses
- Hermann Erdmann Konstantin Graf von Pückler-Groditz (1797–1892), Generalleutnant, Oberstallmeister und Oberhof- und Hausmarschall Kaiser Wilhelms I.
- Karl Graf von Pückler-Burghauß (1817–1899), preußischer Rittergutsbesitzer und Politiker
- Erdmann IV Graf von Pückler auf Schedlau (1832–1888), Landwirtschaftsrat und Mitglied des Preußischen Herrenhauses
- Heinrich Graf von Pückler (1835–1897) auf Schönfeld, 1871 Erbe von Schloss und Park Branitz seines verstorbenen Cousins des Fürsten von Pückler-Muskau und Mitglied des Deutschen Reichstags
- Friedrich Graf von Pückler-Burghauss (1849–1920), Generallandschaftsdirektor[7] und Mitglied des Preußischen Herrenhauses
- Eduard Graf von Pückler (1853–1924), Gründer der christlichen Gemeinschaftsbewegung „St. Michael“ in Berlin
- Carl Erdmann von Pückler-Burghauss (1857–1943), deutscher Diplomat[8]
- Walter von Pückler (1860–1924), deutscher Jurist und Antisemit[9]
- August Graf von Pückler auf Branitz (1864–1937), preußischer Beamter und Regierungspräsident von Erfurt, Ehrenkommendator des Johanniterordens
- Heinrich Graf von Pückler (1865–1950), Besitzer der Plantagen Neu-Branitz und Am Mlati in Deutsch-Ostafrika[10]
- Siegfried Graf von Pückler-Limpurg (1871–1963), Dr. phil, deutscher Kunsthistoriker und Gutsbesitzer
- Carl Friedrich Graf von Pückler-Burghauss (1886–1945), deutscher Politiker (NSDAP), SS-Gruppenführer und Generalleutnant der Waffen-SS
- Sylvius von Pückler-Burghauss (1889–1979), Großgrundbesitzer, paramilitärischer Aktivist und Offizier
- Mark G. von Pückler (1940–2023), deutscher Jurist und Fachautor auf dem Gebiet des Jagd- und Waffenrechts
- Renata von Pückler (* 1971), Richterin am Bundesgerichtshof